# Tim Mayotte
Tim Mayotte (Springfield (Massachusetts), 3 augustus 1960) is een Amerikaanse voormalige professionele tennisser.

## Carrière
Mayotte speelde tennis voor de universiteit van Stanford en won er in 1981 het NCAA-kampioenschap in het enkelspel. Dat jaar werd hij werd beroepsspeler en behaalde zijn enige titel in het dubbelspel aan de zijde van zijn broer Chris. In 1985 won hij zijn eerste proftoernooi, de Lipton Int. Players Championships in Delray Beach (de eerste editie van het latere ATP-toernooi van Miami). 
Mayotte was een grote serve-and-volleyspeler, wiens spel op gras- en snelle banen het beste rendeerde. Hij bereikte de halve finale van de Grandslamtoernooien van Wimbledon in 1982 en van de Australian Open in 1983. Op het gravel van Roland Garros kwam hij nooit verder dan de tweede ronde.
Hij won 12 enkelspeltoernooien. In 1987 speelde hij vijf finales en won ze alle vijf. Hij bereikte de zevende plaats op de ATP Rankings in 1988. In dat jaar won hij ook een zilveren medaille op de Olympische Spelen in Seoel. Hij verloor daar in de finale van Miloslav Mečíř.
Hij stopte met het professionele tennis in 1992. Hij werd tennisleraar en -coach in New York. In 2009 werd hij aangenomen door de United States Tennis Association (USTA) als coach van jonge tennissers, maar hij nam in 2011 ontslag uit die functie omdat hij het niet eens was met het beleid van de USTA, die volgens hem niet open stond voor nieuwe ideeën. Hij werd toen terug privé-coach.

## Overwinningen

### Enkelspel (12)
| Nr. | Datum            | Toernooi            | Ondergrond | Tegenstander in finale | Uitslag                 |
| 1.  | 18 februari 1985 | USA Miami Masters   | hardcourt  | Scott Davis            | 4–6, 4–6, 6–3, 6–2, 6–4 |
| 2.  | 16 juni 1986     | GBR Queen's Club    | gras       | Jimmy Connors          | 6–4, 2–1, opgave        |
| 3.  | 9 februari 1987  | USA Philadelphia    | tapijt     | John McEnroe           | 3–6, 6–1, 6–3, 6–1      |
| 4.  | 6 april 1987     | USA Chicago         | tapijt     | David Pate             | 6–4, 6–2                |
| 5.  | 19 oktober 1987  | FRA Toulouse        | hardcourt  | Ricki Osterthun        | 6–2, 5–7, 6–4           |
| 6.  | 9 november 1987  | FRA Paris Indoor    | tapijt     | Brad Gilbert           | 2–6, 6–3, 7–5, 6–7, 6–3 |
| 7.  | 16 november 1987 | GER Frankfurt Cup   | tapijt     | Andrés Gómez           | 7–6, 6–4                |
| 8.  | 29 februari 1988 | USA Philadelphia    | tapijt     | John Fitzgerald        | 4–6, 6–2, 6–2, 6–3      |
| 9.  | 25 juli 1988     | USA Schenectady     | hardcourt  | Johan Kriek            | 5–7, 6–3, 6–2           |
| 10. | 10 oktober 1988  | AUS Brisbane        | hardcourt  | Martin Davis           | 6–4, 6–4                |
| 11. | 24 oktober 1988  | GER Frankfurt Cup   | tapijt     | Leonardo Lavalle       | 4–6, 6–4, 6–3           |
| 12. | 31 juli 1989     | USA Washington D.C. | hardcourt  | Brad Gilbert           | 3–6, 6–4, 7–5           |

### Dubbelspel (1)
| Nr. | Datum | Toernooi     | Ondergrond | Partner       | Tegenstanders in finale       | Uitslag  |
| 1.  | 1981  | PUR San Juan | hardcourt  | Chris Mayotte | Tim Gullikson Eliot Teltscher | 6–4, 7–6 |